# Marcus Lennernäs
Hans Marcus Lennernäs, född 24 april 2002 i Uppsala, är en svensk handbollsspelare (högernia).

## Karriär
Marcus Lennernäs startade sin handbollskarriär i Uppsala HK, där han spelade fram till året 2019 då han övergick till Skånela IF. 2021 började han spela i IK Sävehof. Han debuterade i Handbollsligan för Sävehof i september 2021.
Han deltog i U21-VM 2023.